# Ѵ
Das Ѵ (Kleinbuchstabe ѵ; genannt russisch ижица ischiza (ížica)) ist ein Buchstabe des frühen kyrillischen Alphabets. Es entspricht dem griechischen Buchstaben Ypsilon und wurde in Wörtern griechischer Herkunft verwendet. Da die Aussprache mit dem И zusammenfiel, wird es in den modernen slawischen Sprachen nicht mehr verwendet.

## Geschichte
Im glagolitischen Alphabet gibt es den Buchstaben Ischiza () als letzten Buchstaben im Alphabet, der den Laut [ʏ] wiedergab. Im glagolitischen Zahlensystem hat er keinen numerischen Wert.
Bei der Erstellung des kyrillischen Alphabets wurde das Aussehen des Buchstabens an die Ypsilon-Minuskel υ angeglichen (Ѵ). Mit der Zeit veränderte sich die Aussprache des Buchstabens zu einem [i], was ihn redundant zum И machte.
In der russischen Sprache wurde das Ѵ daher im 18. und 19. Jahrhundert immer seltener. Anfang des 20. Jahrhunderts gab es nur noch eine Wortfamilie, die meistens mit Ѵ geschrieben wurde: мѵро ‚Myron‘. Die russische Rechtschreibreform von 1918 erwähnt das Ѵ nicht, damit ist es ohne formalen Akt abgeschafft worden.
In der serbischen Sprache blieb das Ѵ hingegen durchgehend in Verwendung, bis es in der serbischen Rechtschreibreform von Vuk Stefanović Karadžić abgeschafft wurde.
Andreas Johan Sjögren verwendete das Ѵ bei der Einführung seines Alphabets für die ossetische Sprache. Bei der Einführung des lateinischen Alphabets wurde an seiner Stelle ein Y verwendet, das bei der Wiedereinführung des kyrillischen Alphabets durch das Ы ersetzt wurde.

## Heutige Verwendung
Im Kirchenslawischen wird der Buchstabe Ischiza noch heute benutzt. Wie das heutige griechische Ypsilon kann er sowohl als [i] (wenn es einen Vokal darstellt) als auch als [v] (wenn es einen Konsonanten darstellt) ausgesprochen werden. Wenn das Ischiza einen unbetonten Vokal darstellt und nicht bereits ein anderes diakritisches Zeichen darauf platziert ist, wird es mit einem speziellen Diakritikum namens Okowy markiert. Das Okowy entspricht dem griechischen Trema auf dem Ypsilon (ϋ), die Bedeutung ist jedoch nicht identisch. Das Okowy kann verschiedene Formen haben – üblicherweise sieht es aus wie ein Doppelgravis oder Doppelakut.

## Zahlzeichen
Bei den kyrillischen Zahlen hatte der Buchstabe Ischiza zur Zeit des Altslawischen einen Wert von 400. Er wurde im Kirchenslawischen von der Omikron-Ypsilon-Ligatur Ѹ verdrängt und hat seitdem keinen Wert.

## Zeichenkodierung
Unicode enthält im kyrillischen Block sowohl den normalen Buchstaben Ischiza als auch die Form mit Okowy. Irreführenderweise wird das Ischiza mit Okowy von Unicode als Ischiza mit Doppelgravis bezeichnet, obwohl das Okowy auch andere Formen haben kann.
| Standard  | Standard    | Majuskel Ѵ                      | Minuskel ѵ                    | Majuskel Ѷ                                               | Minuskel ѷ                                             |
| --------- | ----------- | ------------------------------- | ----------------------------- | -------------------------------------------------------- | ------------------------------------------------------ |
| Unicode   | Codepoint   | U+0474                          | U+0475                        | U+0476                                                   | U+0477                                                 |
| Unicode   | Name        | CYRILLIC CAPITAL LETTER IZHITSA | CYRILLIC SMALL LETTER IZHITSA | CYRILLIC CAPITAL LETTER IZHITSA WITH DOUBLE GRAVE ACCENT | CYRILLIC SMALL LETTER IZHITSA WITH DOUBLE GRAVE ACCENT |
| UTF-8     | UTF-8       | D1 B4                           | D1 B5                         | D1 B6                                                    | D1 B7                                                  |
| XML/XHTML | dezimal     | &#1140;                         | &#1141;                       | &#1142;                                                  | &#1143;                                                |
| XML/XHTML | hexadezimal | &#x0474;                        | &#x0475;                      | &#x0476;                                                 | &#x0477;                                               |